# Луїс Мігель Сальвадор
Луїс Мігель Сальвадор Лопес (ісп. Luis Miguel Salvador López; народився 26 лютого 1968, Мехіко, Мексика) — колишній мексиканський футболіст, нападник, відомий за виступами за «Атланте» і збірну Мексики. Учасник чемпіонату світу 1994 року.

## Клубна кар'єра
Сальвадор почав кар'єру в клубі «Атланте». У 1989 році він дебютував за команду в мексиканській Прімері. Луїс відіграв за «Атланте» 6 сезонів і зайняв третє місце в списку найкращих бомбардирів в історії після Кабіньо і Себастьяна Гонсалеса з 79 м'ячами. У 1993 році він виграв чемпіонат Мексики.
У 1995 році Сальвадор перейшов в «Монтеррей» у складі якого він відіграв два сезони і покинув команду.
У 1997 році він виступав за «Атлетіко Селая», а в 1999 році повернувся в «Атланте». У 2000 році Сальвадор завершив кар'єру.

## Міжнародна кар'єра
У 1993 році Сальвадор дебютував за збірну Мексики. У тому ж році він завоював Золотий кубок КОНКАКАФ. На турнірі Луїс зіграв у матчах проти збірних Канади, США, Коста-Рики, Ямайки та Мартиніки і забив п'ять голів, ставши другим бомбардиром турніру.
У 1994 році Сальвадор потрапив в заявку національної команди на участь у чемпіонаті світу в США. На турнірі він зіграв в поєдинку проти Ірландії.
У 1995 році Луїс взяв участь у Кубку Америки.

## Досягнення
Командні
 «Америка»
- Чемпіон Мексики: 1992/93

Міжнародні
 Мексика
- Переможець Золотого кубка КОНКАКАФ: 1993